# Pathways to Housing
Pathways to Housing è un'organizzazione statunitense fondata nel 1992 da Sam Tsemberis. Il suo scopo è quello di porre fine alla condizione dei senzatetto e di supportarne il "reinserimento sociale".
L'organizzazione è all'origine del modello Housing First per affrontare il problema dei senzatetto tra le persone con gravi disabilità psichiatriche e disturbi da abuso di sostanze. Nel 1988, Tanya Tull lanciò a Los Angeles il programma "Housing First" di Beyond Shelter (lett. oltre il riparo) in risposta a un forte aumento del numero di famiglie senza tetto con bambini. Come modello innovativo, Housing First ha avuto successo a livello nazionale nell'affrontare il problema dei senzatetto soprattutto grazie alla sua attenzione alla libertà degli utenti. I beneficiari del servizio scelgono i quartieri in cui vogliono vivere, l'arredamento dei loro appartamenti e dispongono liberamente delle loro nuove case. Gli utenti determinano anche la frequenza, la durata e l'intensità dei servizi di supporto e trattamento che ricevono. L'alloggio viene mantenuto per loro durante le ricadute, le crisi psichiatriche o le brevi detenzioni in carcere. Essi sono consapevoli anche di avere voce in capitolo e spesso partecipano alle riunioni del Consiglio consultivo degli inquilini, che fornisce un forum per dare input al programma.
Pathways to Housing ha ottenuto risultati positivi nel mantenimento dell'alloggio per la sua popolazione target. In uno studio trasversale randomizzato finanziato a livello federale, l'80% dei partecipanti assegnati a Pathways to Housing aveva un alloggio stabile dopo 12 mesi, rispetto al 24% dei programmi Continuum of Care a tre fasi. Housing serve circa 700 persone che vivono in appartamenti vari supportati nella città di New York, nella Contea di Westchester, nel Distretto di Columbia, a Burlington, nel Vermont e a Filadelfia.

## Storia
In un articolo ampiamente citato intitolato Pathways to Housing, pubblicato nel 2000, Tsemberis e Eisenberg hanno riferito di uno studio condotto dal 1993 al 1997 a New York su 242 utenti di Pathways to Housing, aventi gravi disabilità psichiatriche e dipendenze. In quel periodo, Pathways to Housing NY fornì "l'accesso immediato ad appartamenti indipendenti e non contigui a persone con disabilità psichiatriche che erano senza casa e vivevano per strada". Con un tasso di mantenimento dell'88%, il "programma di alloggio assistito ottenne una migliore tenuta abitativa rispetto al gruppo di controllo".
Nel 2007 Pathways to Housing NY disponeva di un bilancio operativo annuale di 15 milioni di dollari ed era finanziato da sovvenzioni del governo locale, statale e federale, contributi individuali, sovvenzioni da parte di fondazioni e di aziende. Nel 2012 Pathways to Housing aveva ospitato con successo oltre 3.000 persone con un tasso di mantenimento dell'85-90% dal 2002.
Nel 2010, Pathways to Housing NY allestì una mostra video mobile in nove località di New York City, dove nel 2009 c'erano oltre 36.000 senzatetto. La mostra presentava l'immagine di un senzatetto che dormiva sul marciapiede nel centro di Manhattan, proiettata su un edificio. Le parole proiettate chiedevano ai passanti di inviare un messaggio di testo per aiutarlo a lasciare la strada. L'invio di un messaggio di testo innescava un nuovo video in cui l'uomo si alzava ed entrava nella porta del suo nuovo appartamento. L'idea era quella di trasmettere visivamente l'approccio dell'organizzazione alla lotta contro i senzatetto, che enfatizzava il loro inserimento in un alloggio per poi affrontare problemi come la salute mentale e la dipendenza.
Pathways to Housing NY dichiarò bancarotta nel 2015 a causa dell'accusa del mancato pagamento dell'affitto per alcuni dei suoi clienti nel 2011 e 2012. Nel 2013 Tsemberis fondò Pathways to Housing National, un'organizzazione il cui ambito di servizi comprendeva la formazione e l'assistenza tecnica in materia di housing first e il sostegno allo sviluppo delle attività di Pathways to Housing DC, Pathways to Housing PA e Pathways Vermont. Pathways to Housing National dichiarò bancarotta nel 2016. Il Pathways Housing First Institute fu avviato nel 2019 e forniva formazione in materia di housing first.
Pathways to Housing DC, Pathways to Housing PA, Pathways Vermont e Pathways Housing First Institute funzionano come entità separate.

## Canada
A Calgary, l'Alex[18] Pathways to Housing Calgary, aperto nel 2007, nel 2013 ha ospitato 150 persone in case singole.[19] I clienti pagano il 30 per cento del loro reddito per l'affitto: l'85 per cento dei clienti di Pathways to Housing ha ricevuto sussidi di tipo Assured Income for the Severely Handicapped (AISH) e il 15 per cento ha ricevuto Alberta Works. Alex Pathways to Housing utilizza il modello Housing First, ma anche l'Assertive Community Treatment (ACT), un approccio integrato all'assistenza sanitaria in cui i clienti hanno accesso a un team di infermieri, specialisti della salute mentale, della giustizia e dell'abuso di sostanze". La direttrice Sue Fortune, impegnata nel piano decennale per porre fine alla condizione di senzatetto nella regione di Calgary, ha riferito che l'approccio Housing First ha portato a una diminuzione del 66% dei giorni di ricovero in ospedale (da un anno prima dell'inizio rispetto a un anno di beneficio del programma), a una diminuzione del 38% dei tempi di permanenza al pronto soccorso, a una diminuzione del 41% degli eventi che richiedono servizi medici di emergenza, a una diminuzione del 79% dei giorni di permanenza in carcere e a una diminuzione del 30% delle interazioni con la polizia.
Pathways to Housing Canada descrive l'Housing First come una "strategia guidata dall'utente che fornisce accesso immediato a un appartamento senza richiedere la partecipazione iniziale a un trattamento psichiatrico".
Nel Piano d'azione economico 2013, il governo federale del Canada ha proposto 119 milioni di dollari all'anno da marzo 2014 a marzo 2019 - con 600 milioni di dollari di nuovi finanziamenti - per rinnovare la Strategia di partenariato per i senzatetto (HPS). Nell'affrontare il problema dei senzatetto in Canada, l'attenzione si è concentrata sul modello Housing First. Pertanto, le organizzazioni private o pubbliche in tutto il Canada possono accedere ai finanziamenti dell'HPS per implementare i programmi Housing First.